# Fatima Soudi bint Abderremane

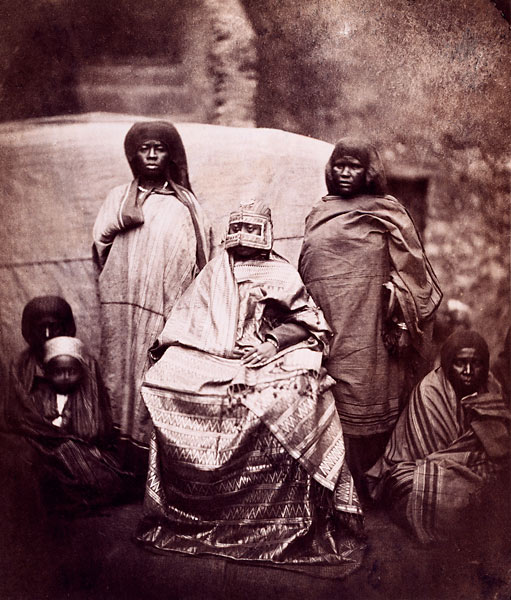
Königin Fatima, begleitet von Mohamed, 1863. Désiré Charnay

Fatima Soudi bint Abderremane (Geburtsname, auch: Djoumbé Fatima oder Djoumbé Soudi; geb. 1837 oder 1836 in Ouallah, Mohéli; gest. 1878) war eine Sultanin von Moheli, (die so genannte „djoumbé“) ab 1849. Sie war die Tochter von zwei madegassischen Fürsten, Ramanetaka und Rovao, aus der königlichen Familie der Merina von Madagaskar.

## Leben

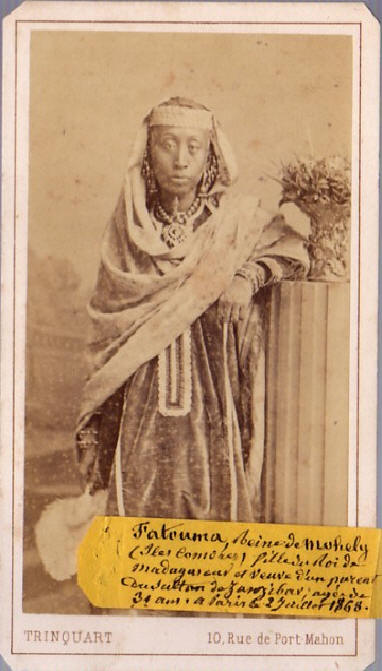
Fatima, 1868

Ihre Eltern waren adlige Merina aus Madagaskar. Ihr Vater, General Ramanetaka, war der Schwager von Radama I., dem König von Madagaskar. Er errichtete in Moheli als „Abderremane, Sultan von Mohéli“ ein Sultanat und starb 1842. Daraufhin herrschte ihre Mutter, Ravao, zeitweise für sie als Regentin (Djoumbé). Sie heiratete jedoch bald darauf den Berater ihres Mannes Tsivandini (1843). Dieser wurde Djoumbés Tutor und unternahm Vorbereitungen für eine Ehe mit dem Sultan von Sansibar. Ravao und Tsivandini wurden 1846 geschieden.
Die Franzosen, die seit 1841 Mayotte unter ihre Herrschaft gebracht hatten, versuchten ihre Herrschaft auch auf Mohéli auszudehnen, wie sie es schon in Anjouan gemacht hatten. Als ihre Mutter 1843 wieder heiratete, intervenierte Frankreich und beendete die Vassalenbeziehungen, die das Sultanat mit dem Sultanat Sansibar und dem Sultanat Maskat verband, welches mit den Briten verbündet war. 1847 übergab der Gouverneur von Mayotte die junge Königin einer kreolischen „Gouvernante Institutrice“ (Erzieherin) von Mauritius, einer Mme Droit. Fatima passte sich nach und nach der westlichen Kultur an, vor allem in der Art, wie sie sich kleidete. 1849 wurde sie im Alter von 12 Jahren auf Betreiben der Franzosen als Sultanin eingesetzt. Adlige schlugen 1851 eine Heirat vor mit Saïd Mohammed Nasser M'Kadar (Sayyid Muhammad bin Nasser Al-Busaidi), einem Cousin des Sultans von Sansibar. Anfangs weigerte sie sich, weil sie keinen Moslem heiraten wollte. Das Volk begehrte auf und die Gouvernante wurde verantwortlich gemacht. Sie musste die Insel verlassen. Zuletzt stimmte Fatima zu M'Kadar zu heiraten. Sie begab sich zur Hochzeit 1852 nach Sansibar. M'kadar wurdePrince Consort und herrschte zusammen mit Fatima bis 1860. Fatima übernahm in der Folge wieder eher arabische Bräuche im Bezug auf Frauen, blieb aber als Sultanin an der Macht. Als der Prinz 1860 seine Heimat besuchte, wurde ihm der Zutritt zum Palast verwehrt. Fatime erbat die Hilfe der Franzosen, die prompt mit ihrer Marine intervenierten. Im November 1861 fand M'Kadar den Tod und es stellte sich wieder Ruhe ein. Als Kompromiss heiratete der Sultan Saidi Omar bin Saidi Houssein von Anjouan Fatima. Allerdings war diese Ehe nicht von Dauer. 1865 wurde ein Plantagenvertrag mit dem Abenteurer Joseph Lambert geschlossen, der eine Zuckerplantage gründete und dafür 42 % der landwirtschaftlichen Fläche der Insel beanspruchte. Erst für ihren Sohn trat sie 1867 von der Regierung zurück, der diesen Vertrag aufheben wollte. Lambert suchte Hilfe bei den Franzosen und die Marine bombardierte Mohéli, woraufhin sich Fatima nach Sansibar flüchtete. Von dort ging sie nach Paris und bat um die Intervention von Kaiser Napoleon III. In Mohéli machte sich Lambert derweil zum Vormund von Mohamed. Als seine Mutter fast ergebnislos zurückkehrte, kam es erneut zum Aufstand und die Marine zerstörte fast ganz Fomboni am 3. Juni 1871. Fatima musste ihre Niederlage akzeptieren. Lambert starb am 22. September 1873 und Mohamed 1874. Daraufhin bestieg sie wieder offiziell den Thron und blieb an der Macht bis zu ihrem Tod 1878. Émile Fleuriot de Langle wurde als Verwalter der Besitzungen von Lambert eingesetzt. Mit ihm bekam sie zwei weitere Kinder, unter anderem Salima Machamba, die letzte Königin von Mohéli.

## Kinder
Aus der Ehe mit Said Muhammad bin Nasser Mkadara, dem „Prince Consort and Regent of Mohéli, Counsellor des Sayyid Sa’id bin Sultan“ (Sultan von Maskat und Oman), Sultan von Oman und Sultan von Sansibar hatte Fatima drei Söhne:
- - Muhammad bin Muhammad Al-Busaidi, Sultan of Mohéli (Mohamed bin Saidi Hamadi Makadara, ~ 1859 − 1874), Sultan von Mohéli (1865–1874)
  - Abderremane bin Saidi Hamadi Makadara (Abudurehmani II bin Muhammad Al-Busaidi, ~ 1860 − 1885), Sultan of Mohéli (1878–1885)
  - Mahmudu bin Mohamed Makadara (Mahmud bin Muhammad Al-Busaidi, Fomboni, geb. 1863; gest. 18. Oktober 1898, Saint-Denis (Réunion)), Regent von Mohéli für seine Halbschwester, Sultana Salima Machamba (geb. 18. September 1889; gest. 9. Oktober 1897); dessen Sohn:
    - Manini, Fürst von Mohéli

Aus der Verbindung mit Emile Fleuriot de Langle (Emile Fleuriot de l'Angle du Curri) (1837–1881) stammen zwei Kinder:
- - Bakoko (–1901), Fürst von Mohéli
  - Salima Machamba (Fomboni, geb. 1. November 1874; gest. 7. August 1964, Pesmes, Haute-Saône, Frankreich), Sultana von Mohéli (1888–1909), verheiratet in Saint-Denis (Réunion) mit dem französischen Gendarme Camille Paule (Pesmes, 1. März 1867; † 22. September 1946, Champagney (Jura)) am 28. August 1901; sie hatte drei Kinder.